# Casa do Poço

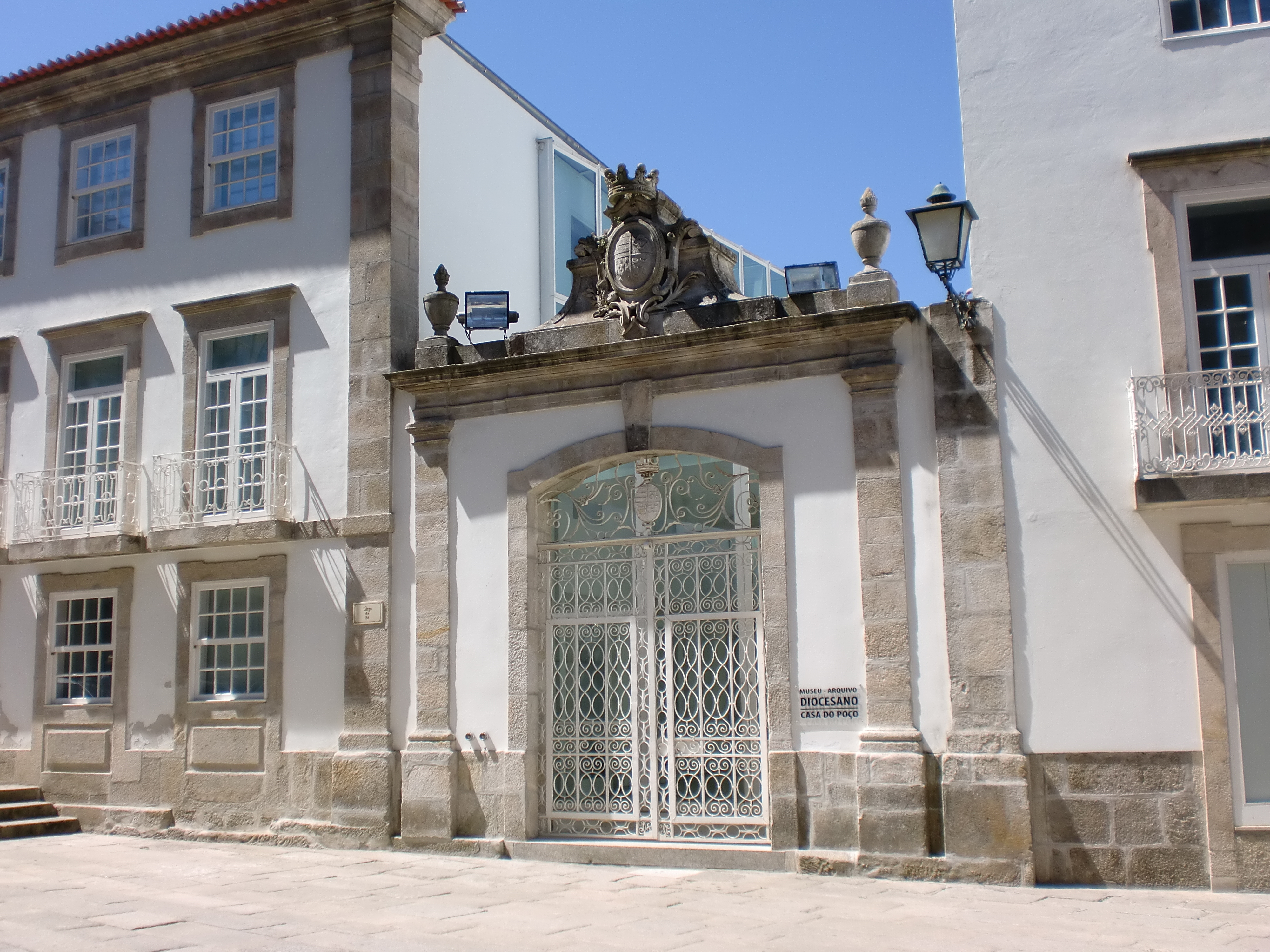
Casa do Poço em Lamego

A Casa do Poço pertenceu ao Morgado do Poço e tem, ainda hoje, uma localização privilegiada, porque está situada mesmo em frente à Sé de Lamego, no centro desta cidade.
Foram seus proprietários famílias da alta nobreza de Portugal, que se cruzaram por casamento com as principais casas nobres e foi da família “Carvalho” até ao final do século XIX.
Este morgado é mencionado no século XVIII por Felgueiras Gaio, no seu livro Nobiliário de Famílias de Portugal, no Tomo Nono, onde dissemina as origens do apelido e da família “Carvalho”.
As suas origens são muito antigas e estão marcadas na sua arquitectura, onde se podem ver duas janelas trabalhadas primorosamente em granito com elementos de tempos distantes, voltadas para a Rua dos Loureiros, o seu balcão e os enquadramentos pertencem à sua traça primitiva, século XII, e os arcos e as colunas do século XVI.
O solar possui um brasão em granito, na sua fachada principal, voltada para Sé, e outro a encimar o portão de ferro forjado que dá acesso ao pátio de entrada.
Estas armas são esquarteladas e possuem os emblemas heráldicos dos Rebelo, Carvalho, Portugal (modernas) e Pinto, que confirmam a sua ligação de parentesco (Carvalho e Pinto) com os Morgados da Casa da Figueira na Quinta da Granja – Figueira, no Concelho de Lamego.
O fim deste morgado deveu-se à circunstância de três dos seis filhos de Maria dos Prazeres de Carvalho Rebelo de Meneses, talvez a última senhora da casa, terem falecido solteiros. Isto restringiu a descendência directa dos antigos Morgados do Poço, cuja linhagem, anterior à nacionalidade, se disseminou por diversos ramos (a sua genealogia mais recente pode ser consultada no portal da genealogia (Genea Portugal).
O Solar foi adquirido pela Diocese de Lamego em 1921 e o Seminário funcionou ali até 1961, altura em que foi inaugurado o Seminário Novo no Lugar da Rina, tendo posteriormente funcionado nesta casa vários serviços da Igreja.
Actualmente o edifício é o novo Museu de Arte Sacra da Diocese, onde se podem ver diversos tesouros artísticos.